# Вельбслебен
Вельбслебен (нем. Welbsleben) — деревня в Германии, в земле Саксония-Анхальт. Входит в состав города Арнштайн района Мансфельд-Зюдхарц.
Население составляет 782 человека (на 18 июня 2025 года). Занимает площадь 9,06 км².
Впервые упоминается в 964 году как Вельпслеве.
До 31 декабря 2009 года имела статус общины (коммуны). 1 января 2010 года была объединена вместе с соседними населёнными пунктами, образовав новый город Арнштайн.